# سيدريك غراند
سيدريك غراند هو متزلج جماعي سويسري، ولد في 14 يناير 1976 في جنيف في سويسرا.

## وصلات خارجية
- سيدريك غراند على موقع الاتحاد الدولي لألعاب القوى (الإنجليزية)
- سيدريك غراند على موقع IBSF (الإنجليزية)
- سيدريك غراند على موقع أوليمبيديا (الإنجليزية)